# 寶琳·波
寶琳·波（法語：Pauline Pô，1904年8月28日—1979年10月16日）出生於法國科西嘉島的阿雅克肖，是第二屆（1921年）的法國小姐。

## 生平
她在1921年6月5日參加第二屆的法國小姐，同年9月出線奪冠，是法國小姐歷史上唯一的科西嘉島人，她成名之後在巴黎生活三年，之後回到科西嘉島結婚。

## 相關連結
- IMDb：Pauline Po （页面存档备份，存于）